# Evangelische Kirche (Heidelbach)

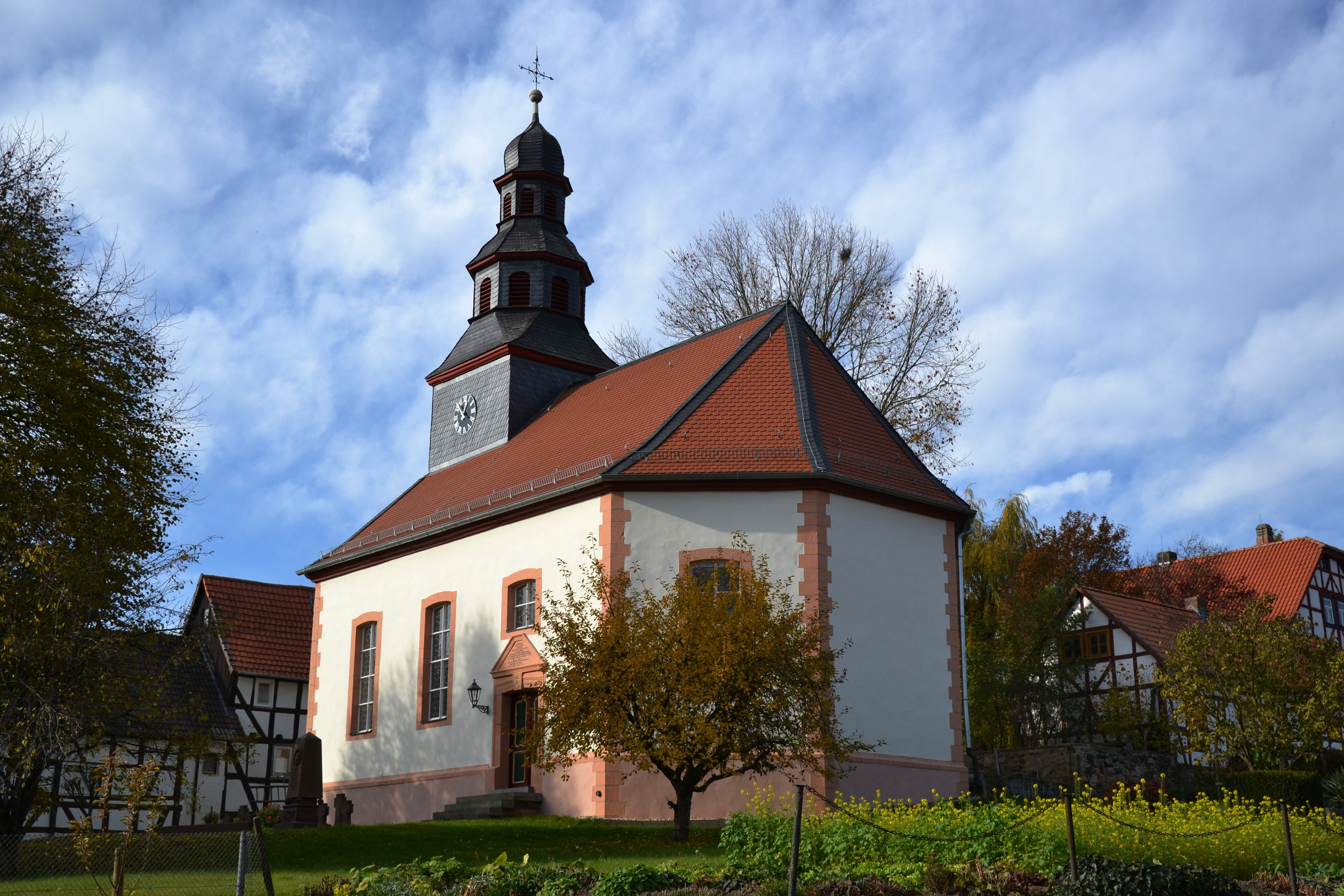
Evangelische Kirche (Heidelbach)

Die evangelische Kirche Heidelbach ist ein denkmalgeschütztes Kirchengebäude, das im Ortsteil Heidelbach der Gemeinde Alsfeld im Vogelsbergkreis (Hessen) steht. Die Kirchengemeinde gehört zum Dekanat Vogelsberg in der Propstei Oberhessen der Evangelischen Kirche in Hessen und Nassau.

## Beschreibung
Die bis auf die Ecksteine und die Gewände der Segmentbogenfenster und des Portals verputzte Saalkirche wurde 1786 gebaut. Das Langhaus hat einen dreiseitigen abgeschlossenen Chor im Osten. Der schiefergedeckte Dachturm, der einen achteckigen Aufsatz hat, der in einer Laterne endet, steht über der Eingangsseite im Westen. Der Innenraum ist mit einer von Vouten gerahmten Flachdecke überspannt. Die zweiseitig umlaufenden Emporen liegen auf insgesamt vier hölzernen Stützen und sieben in die Wand eingelassenen Kragsteinen auf. Die Kirchenausstattung ist frühklassizistisch bis auf das Taufbecken, das aus dem 1966 ergrabenen Vorgängerbau aus dem 16. Jahrhundert stammt. Die Orgel, die auf der Empore über dem Altar steht, hat 12 Register, ein Manual und ein Pedal und wurde 1817/18 von Johann Hartmann Bernhard gebaut und 2007/09 von der Orgelbau Waltershausen restauriert.